# Симинчи
Симинчи — село в Свердловской области, входящее в муниципальное образование Артинский городской округ. Расположено в 23 км от административного центра — посёлка городского типа Арти. Является частью Симиничинского сельского совета. Главой села является Пономарев Алексей Петрович.

## История
Село основано в 1773 году и названо, возможно, по имени Семён (основатель села).

## Инфраструктура
На территории села располагаются администрация, фельдшерский пункт, дом культуры, детский сад, отделение связи № 19, церковь Михаила Архангела
.

## Население
По данным 2010 года, в селе проживает 299 человек.